# روبرت كريستنسن
روبرت كريستنسن (31 أكتوبر 1959 بأديلايد في أستراليا - ) (بالإنجليزية: Robert Christensen)‏ هو لاعب كريكت أسترالي.

## وصلات خارجية
- روبرت كريستنسن على موقع إي آس بي آن كريك إنفو (الإنجليزية)